# Stichaeopsis epallax
Stichaeopsis epallax és una espècie de peix de la família dels estiquèids i de l'ordre dels perciformes.

## Descripció
- Fa 30 cm de llargària màxima.[8][9]

## Hàbitat i distribució geogràfica
És un peix marí, demersal (entre 9 i 200 m de fondària) i de clima temperat que viu al Pacífic nord-occidental: des de la prefectura de Toyama (el Japó) fins al nord del mar del Japó, el sud de les illes Kurils i el mar d'Okhotsk.

## Observacions
És inofensiu per als humans.